# گالاهیتیاوا
گالاهیتیاوا (به لاتین: Galahitiyawa) یک منطقهٔ مسکونی در سری‌لانکا است که در استان مرکزی (سری‌لانکا) واقع شده‌است.